# 第29届LG杯世界棋王赛决赛争议
第29届LG杯世界棋王赛决赛于2025年1月20日至23日举行。决赛三番棋因韩国裁判依据韩国围棋新规进行的判罚多次被中断，柯洁在最终局选择以退赛抗议裁判判罚，主办方《朝鲜日报》在事件后宣布卞相壹九段以二比一的比分战胜柯洁九段夺冠，此举引发极大争议。中国围棋协会赛后发布声明，表示对决赛第三局结果不予承认。

## 背景
韩国和日本的围棋规则使用数目法来判定胜负，终局时要将被提取的棋子填入棋盘空地然后进行数目，棋手在对局过程中习惯借助被提取的棋子进行形势判断。而中国规则采取数子法，提子对胜负计算并无影响。早期中日棋手对弈时，中国棋手曾有误将提掉的棋子放入对手棋盒中的先例。在2004年和2010年的三星杯预选赛中韩棋手对弈时，双方棋手也产生过对死子数量的争议。韩国棋院在2024年11月修改对局规则，要求提子必须放置在棋盒盖上，第一次违规将被判罚2目，第二次违规则直接判负，并在2024年11月的三星杯比赛之前已经将规则告知中方。
此次比赛其中最大的一个争议在于，此项新规于2024年11月推行，而第29届LG杯开始于2024年5月。按照体育赛事惯例，新规则适用的范围一般不包含规则推行之前就已经开始的赛事。

## 先前争议
第29届LG杯世界棋王赛的决赛是由中国的柯洁九段对阵韩国的卞相壹九段，过往的交手记录中，柯洁占据绝对优势。第一局中，柯洁执黑以2.5目获胜。第二局进行至44手时裁判认定柯洁在第18手提子时未将棋子放在棋盒盖上，罚去2目。中方随即以规则并未明确放置棋子的时间而提出异议，并认为判罚过重，但未获韩方同意。柯洁在第80手时再次未将提子放在棋盒盖上。卞相壹在柯洁落下第82手后起身离开去接水的间隙，举手向裁判投诉。柯洁虽在裁判来到桌前时迅速赶回将棋子放回棋盒盖上，但裁判仍判定柯洁犯规，本局直接作负。这也是围棋世界大赛决赛中首次出现因犯规判负而导致棋局终止的情况。

## 主要争议
第三局比赛中，柯洁在第三局比赛开局不久出现“漏算”失误，导致自己陷入劣势。至第159手，此时卞相壹占据优势，但柯洁在右上强硬出动，与其形成打劫，局势出现一丝转机，令卞相壹不敢轻易冒险，陷入长考。正当卞相壹长考时，裁判进入了对局室，宣布暂停比赛，原因是柯潔在155手，157手两次提掉白子后，均未放入棋盒盖内。
现场裁判在发现柯洁155手未放提子入盒盖后，准备通知工作人员进入赛场，当裁判和工作人员沟通时，柯洁157手提子再次没有放入盒盖。在柯洁第159手后1分钟，他察觉到了裁判和工作人员的动向，随即将两枚白子放入棋盒盖中，此时距离柯洁157手提子，过去了5分钟。韩方随后找到中国围棋队总教练俞斌，提出柯洁两次未将提子放入棋盒盖，已经违规，要进行判罚。俞斌提出异议，认为既然提子已经放进盒盖，就不应视为违规，理由是规则里并没有对提完子放进盒盖的时间进行明确规定。但韩方裁判长孙根气认为棋手是否违规应由裁判自己来判断，孙根气认为柯洁将棋子置于桌上这一行为本身已经违规，不同意俞斌的申诉。在卞相壹长时思考第13分钟、距离柯洁第157手提子17分钟时，裁判长孙根气介入并暂停比赛，柯洁当场对裁判的介入时机提出异议，裁判随后将棋局封盘。封盘时，棋局正进行至关键时刻，此时柯洁剩余时间为1小时32分，卞相壹为43分。柯洁主张应在对手落子后再中止比赛，避免延长对手的思考时间，但裁判组没有采纳。韩方认为柯洁在155和157手两次提子违规，但决定只判罚一次，罚2目并继续比赛。而中方认为裁判暂停时机不合适，要求重赛，但韩方在经过研究并询问了卞相壹的意见后，表示不同意，依然坚持在判罚柯洁两目后继续对局，双方无法达成一致。对局中断2小时25分钟，柯洁坚持认为裁判暂停时机不当，拒绝接受判罚结果，选择以退赛抗议；裁判表示已就罚点原因向柯洁做出解释，柯洁不接受判罚选择中途退赛被视为弃权，宣布卞相壹九段通过对手弃权获胜。主办方《朝鲜日报》随后宣布卞相壹赢得本局胜利，并宣布其最终以2:1的比分战胜柯洁获得本届LG杯冠军。

## 其他争议
有围棋爱好者在第三局比赛后发现，在决赛第一局第262手提子时，卞相壹的衣袖不慎移动了其他棋子，并在未请示裁判的情况下将该棋子复位，这一过程中柯洁和裁判均未作表示。除此之外，在第二局和决胜局中，卞相壹同样存在可能违反新规的行为，例如在决胜局第52手时，卞相壹在手中握有提子的情况下先按下棋钟，再将棋子放到棋盒盖上。结合裁判在第二局第三局中对于柯洁违规行为溯及过往的判罚，这种“双标”行为进一步引发部分围棋爱好者对比赛主办方公正性的质疑。

## 各方回应
在本次LG杯决赛中，韩方被指依据存在细节模糊的规则，多次做出争议性判罚，裁判的干预和执裁尺度引发广泛质疑。其争议性判罚和对双方选手“选择性执法”的行为均引发了参赛棋手及围棋爱好者的不满。
有报道称，这是围棋世界大赛决赛中首次出现犯规负、弃权负。卞相壹是首位靠裁判判罚获胜的围棋世界冠军。
中国棋手丁浩九段认为，韩方此次的操作标志着围棋失去了其高尚的文化属性，沦为一项纯粹的竞技体育，从而背离了围棋作为君子之道的初衷。中国围棋协会名誉主席聂卫平九段评价道：“这次LG杯决赛是围棋界的悲剧，这么多年没发生过这种事情。非常同情柯洁，韩国方面本应做得更好一些！柯洁退赛比较生猛！从预选赛走到决赛付出非常多，韩方不尊重棋手的劳动付出。陈毅老总说过，棋虽小道，品德最尊。围棋本应是比较绅士的运动。”中国棋手连笑九段表示了对柯洁的强烈同情，并对卞相壹在第二局中的举报行为表示愤怒，认为这一行为“极大的震惊了我，破坏了围棋前辈们的形象”。中国棋手唐韦星九段强烈批评了裁判的双重标准行为。中国女棋手战鹰二段评价称：“这本该是一个世界顶级的围棋比赛，最终被搞成了这个样子，一盘没赢就拿了世界冠军，也是历史上唯一的一个了。” 梦百合杯独家赞助商、梦百合家居董事长倪张根在bilibili个人账号上发布视频，认为这届赛事“最终这个裁判变成了主角”，“这是围棋的悲哀，也是一个很大的笑话”，并表示可能行使赞助商权力禁止卞相壹参加之后的第六届梦百合杯世界围棋公开赛。
在第二局比赛过程中，中国围棋协会的工作人员在直播中发布了“规则就是规则，又不是今天定的”等发言，在1月22日发表情况说明时也没有批评韩方的做法，中国围棋协会因而广受批评。中国围棋协会在直播结束后称这是该工作人员未经许可，擅自使用中国围棋协会账号发表的个人主观评论。1月23日，中国围棋协会于官方公众号发表声明称：由于裁判中断对局的时机不当，导致选手受到过度干扰而无法完成比赛，因此不接受第三局比赛结果。
颁奖典礼时，卞相壹声称，充分理解柯洁的立场，比赛遗憾结束心里也不舒服。此后，卞相壹在接受采访时表示：当裁判指出柯洁选手未将死子放置在棋盒盖上之后，自己的专注力被破坏了。自己在裁判宣布柯洁提子犯规之前并不知道该规则，且认为该规则没有必要存在，因为这与比赛胜负没有关系。对此，唐韦星九段发微博讽刺称：“你不舒服也不耽误你举手举报啊？孩子能成大事。”
韩国棋手金志锡九段发表了题为“柯洁和中国围棋协会不是受害者”的长文，其中提出，该事件的最大受害者是棋迷，而柯洁和中国围棋协会是最大责任人。他认为，运动员可对裁判执裁提出抗议，但比赛中质疑规则不合理不可接受，规则公平性应在赛前讨论。同时，他指出裁判决定难以被认定为偏见，棋手应熟悉规则，相关协会也负有责任。对于柯洁的赛后举动，金志锡表示可理解其情绪反应，但缺席领奖仪式并不正当。他希望此次事件推动规则改进，避免类似争议再现。浙江围棋协会批评金志锡避谈韩方执裁问题，误导责任归属。规则应保障公平，裁判判罚方式存疑，卞相壹举报损害棋道精神，柯洁与中国围棋协会的抗议合理，围棋应以棋力决胜，而非利用规则漏洞获胜。
韩国棋院1月28日发表声明，向“对两位世界级选手决赛对局寄予厚望的棋迷”以及主办方《朝鲜日报》、赞助商LG集团表示歉意。声明承认新规则实施仅3个月，可能导致中国选手适应期不足，并表示将与中日方面协商，推动制定符合世界大赛标准的统一规则。中国围棋协会名誉主席聂卫平同日接受中国中央电视台体育频道（CCTV-5）体育新闻采访时表示，韩国棋院的道歉虽有“避重就轻”之嫌，但从大局考虑，不宜过度追究，可以考虑接受。然而，他强调裁判应当受到处罚，批评该裁判“倚仗着一点点小小的权力就胡作非为”，两次判负“简直是疯了”。同时，他呼吁避免言语冲突，理智看待此事。

## 柯洁对此事件回应
第三局中，裁判再次在柯洁对手回合介入暂停，柯洁对此表达了不满，称「每次都这样子」。
在1月23日比赛结束的当晚，柯洁将自己的个人新浪微博简介改为“世界围棋九冠王”。
在1月26日比赛后的首次直播中，柯洁回忆了比赛经过，称这场比赛给他带来了巨大的精神创伤。他表示，从22号开始，他吃不下饭，也没睡过一个完整的觉，难以相信这一切竟然真的发生了。他说道：“进入我脑海的第一个画面，就是对手举报我之后，我和俞斌教练提出抗议时，对手却在现场和别人有说有笑地聊天。”说到这里，柯洁几乎哽咽得无法继续，“我们还在抗议啊……”“在那一刻，我听到了破碎的声音，不知道是我的心破碎了，还是围棋破碎了。”
随后，柯洁回忆起22号第一次被判罚两目的情景。他说，他看过规则，规则中只要求把棋子放在棋盒盖内，但并未规定具体什么时候放。当时裁判表示：解释权归他所有，他是裁判，他说了算。“那个时候，裁判对俞教练说，‘如果你再继续拖延时间，我现在就判你负。’”“可他三次都是在对手思考时介入的，为什么要说我们拖延时间呢？为什么要用这样侮辱性的话歧视我们呢？”
之后，柯洁面向镜头深深地鞠了一躬。“是你们给了我勇气，让我知道我没输，事实上，他一局没有赢。”柯潔多次在直播中表示自己永不妥协。

## 后续影响
梦百合集团董事长倪张根得知此事后，在微信上和围棋部的朋友沟通时表示梦百合杯世界围棋公开赛可能将禁止卞相壹参赛。
北京时间1月25日，中国围棋协会内部向各个联赛队伍发布了一则通知，为培养后备力量，男子围甲、女子围甲等中国围棋各级别联赛、锦标赛，本赛季禁止外援参赛，目前这个动议还处于征求意见阶段。若此规定正式实行，可能有接近20位韩国棋手受到影响，整体带来的收入减少可能超过1000万元人民币。
在2月3日召开的运营委员会会议上，韩国棋院决定修改比赛规则，取消“提子没有放在棋盒盖内，累计犯规将直接判负”的相关规定。
2025年4月23日中国围棋协会表示将不组队参加预计于5月份开幕的第30届LG杯。